# 大台ヶ原山
大台ヶ原山（おおだいがはらやま）は、奈良県と三重県の県境にある標高1695.1m）の山である。深田久弥によって「日本百名山」に選ばれたほか、日本百景、日本の秘境100選にも選ばれている。最高点の一等三角点は基準点名が「大台ヶ原山」であるが、国土地理院による地図には日出ヶ岳（ひでがだけ）と表記され、三重県の最高峰である。
周辺に広がる標高1300～1600m級の台地は大台ヶ原（おおだいがはら）と呼ばれる。大台ヶ原には三津河落山（さんずこうちさん）や経ヶ峰（きょうがみね）など標高1400mから1600mの複数の山が含まれ、これらの山に囲まれた東西5 kmほど、奈良県吉野郡上北山村と同郡川上村および三重県多気郡大台町（旧宮川村）にまたがって広がる。
大台ヶ原は吉野熊野国立公園の一部として指定され、特に景観を保護するために特別保護地区に指定されている。1980年（昭和55年）に国際連合教育科学文化機関の生物圏保護区（ユネスコエコパーク）に「大台ケ原・大峯山・大杉谷」として登録された。

## 概要

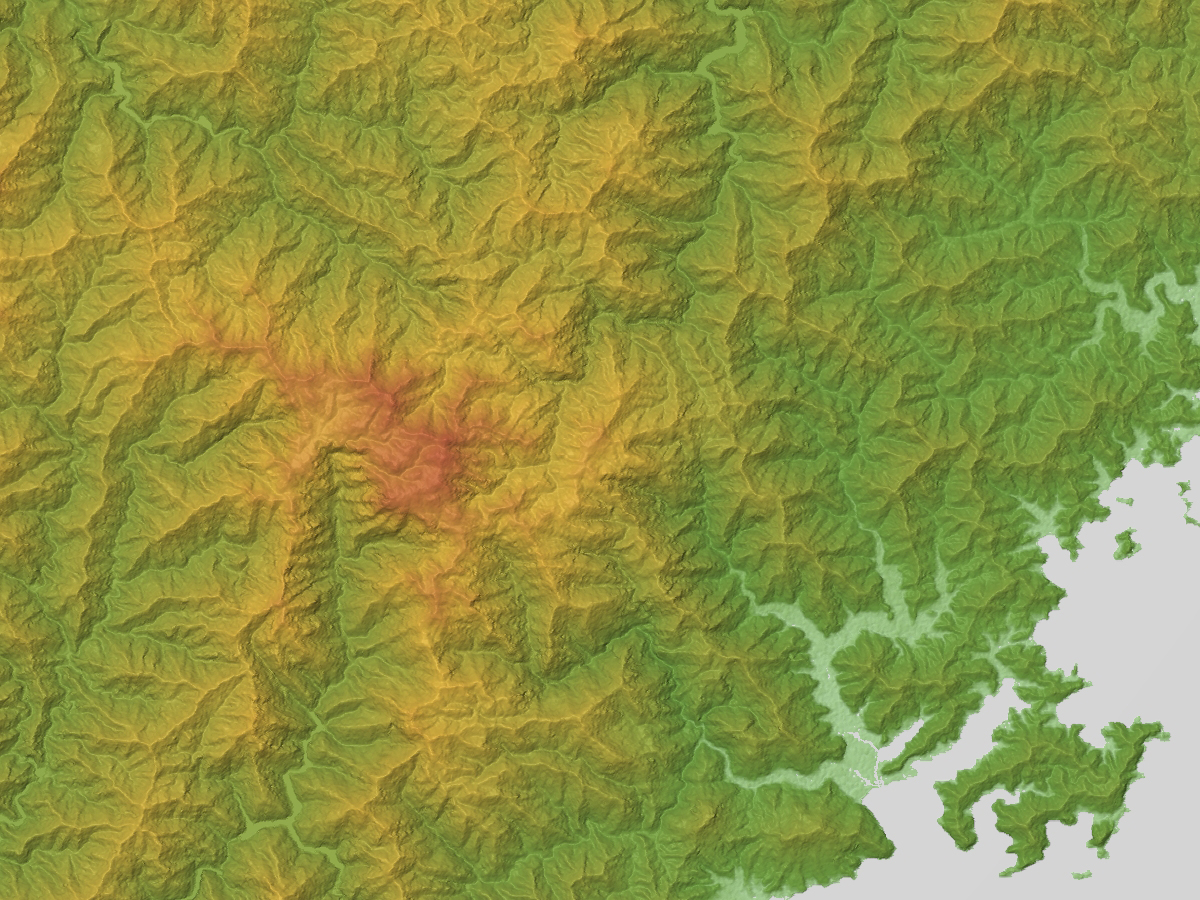
大台ヶ原山周辺の地形図。大台ヶ原山は中央左の高峰。

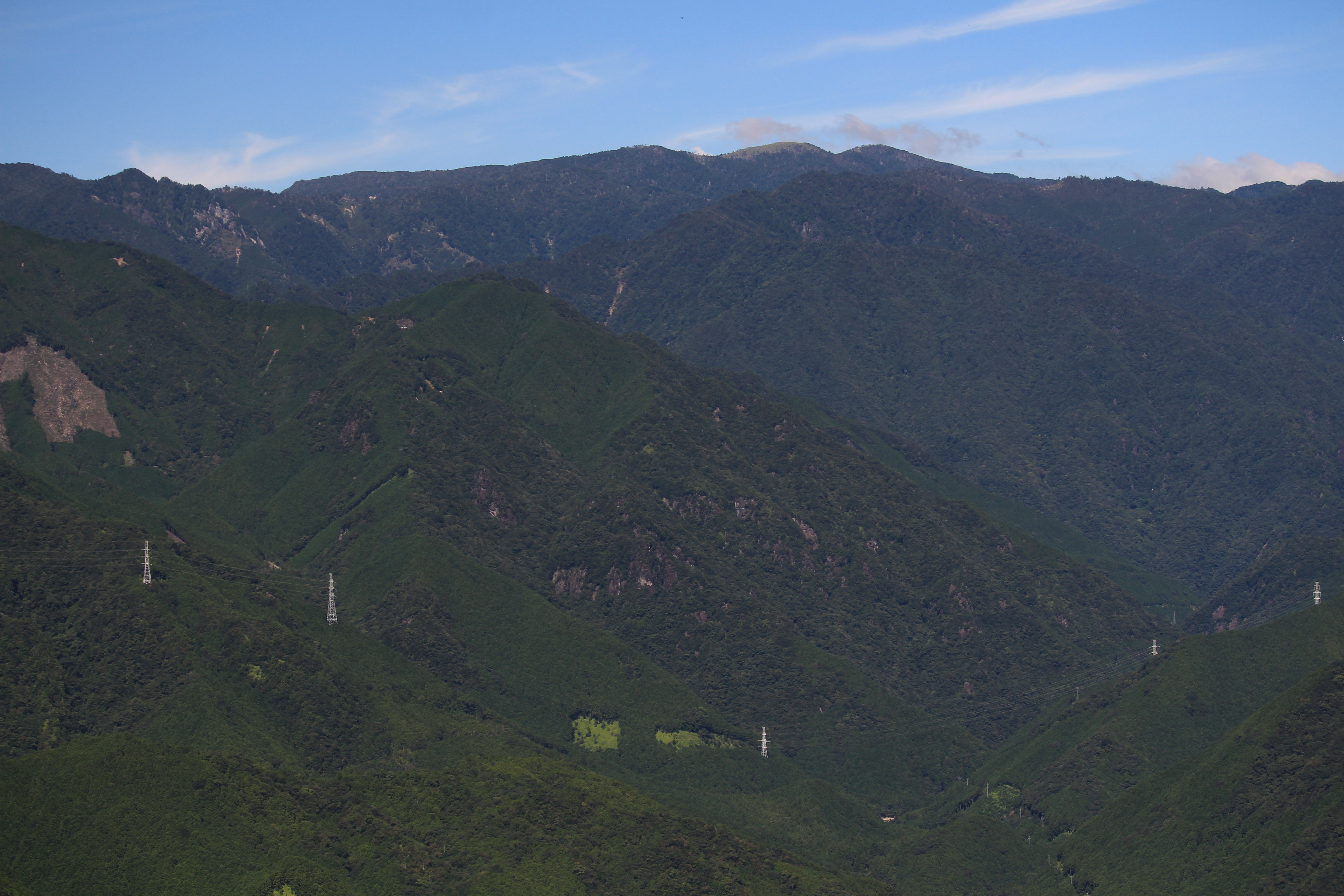
南東の天狗倉山から望む大台ヶ原山

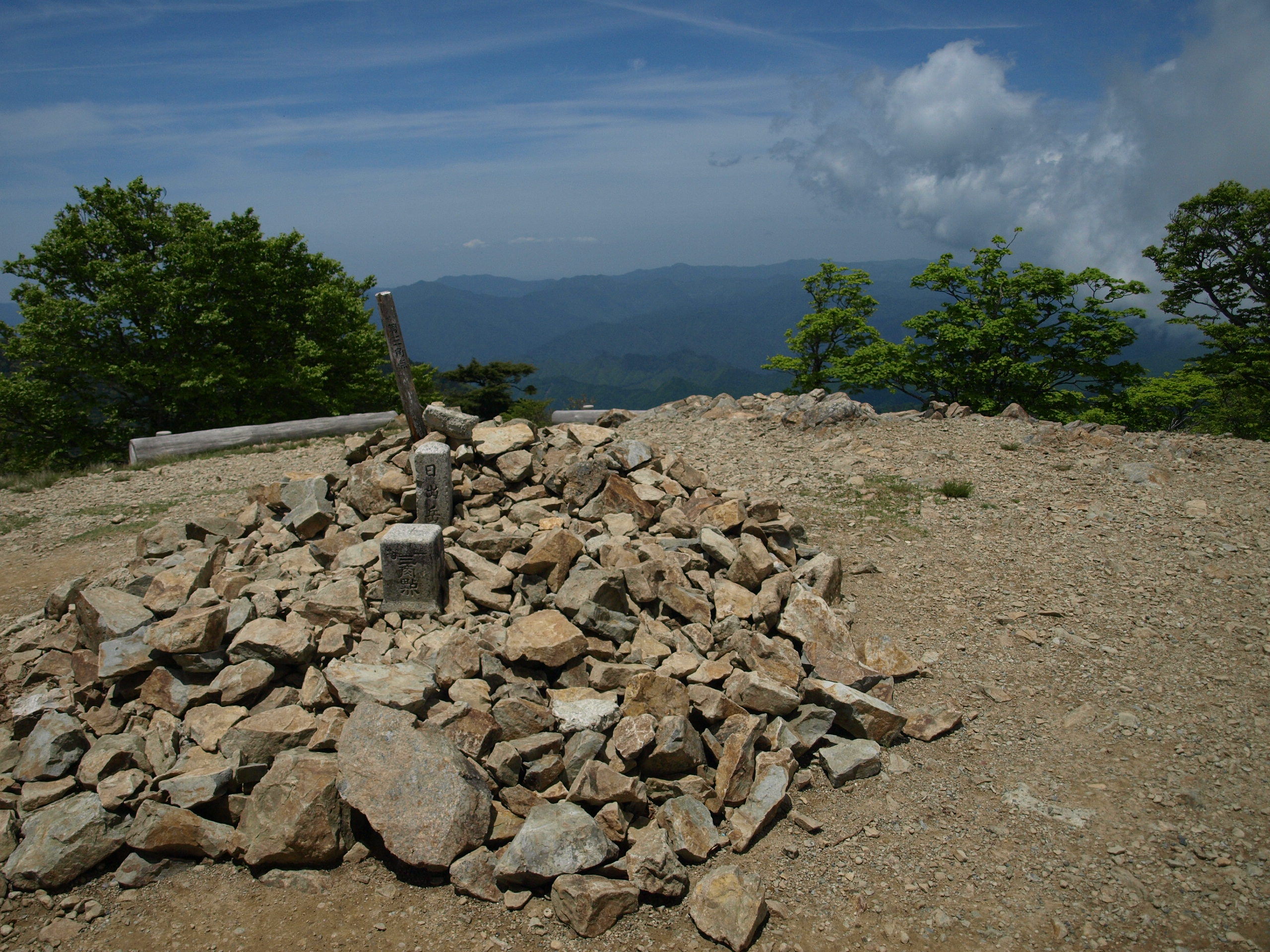
日出ヶ岳の三角点

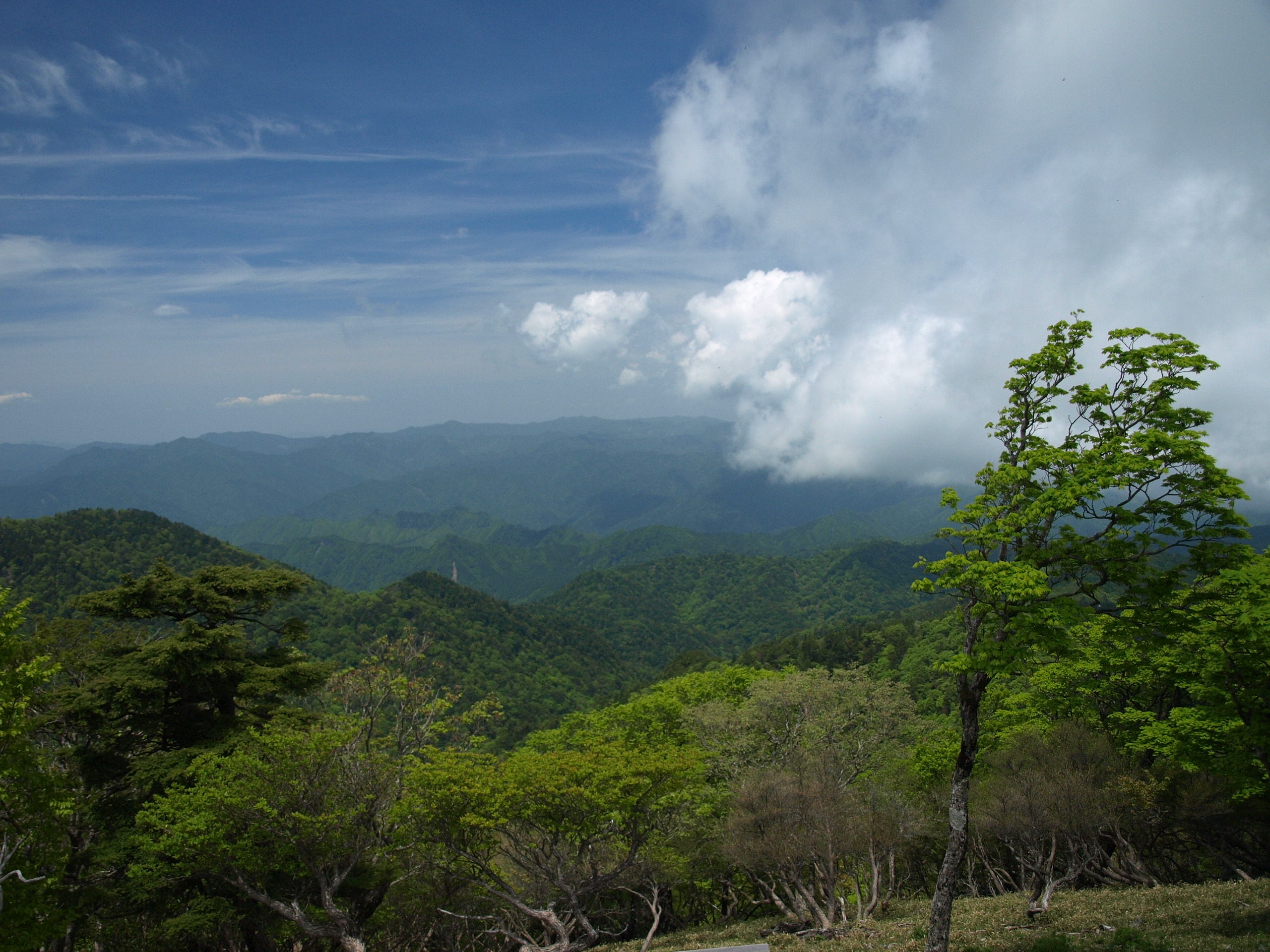
日出ヶ岳から北を望む
台高山脈の山々が連なる

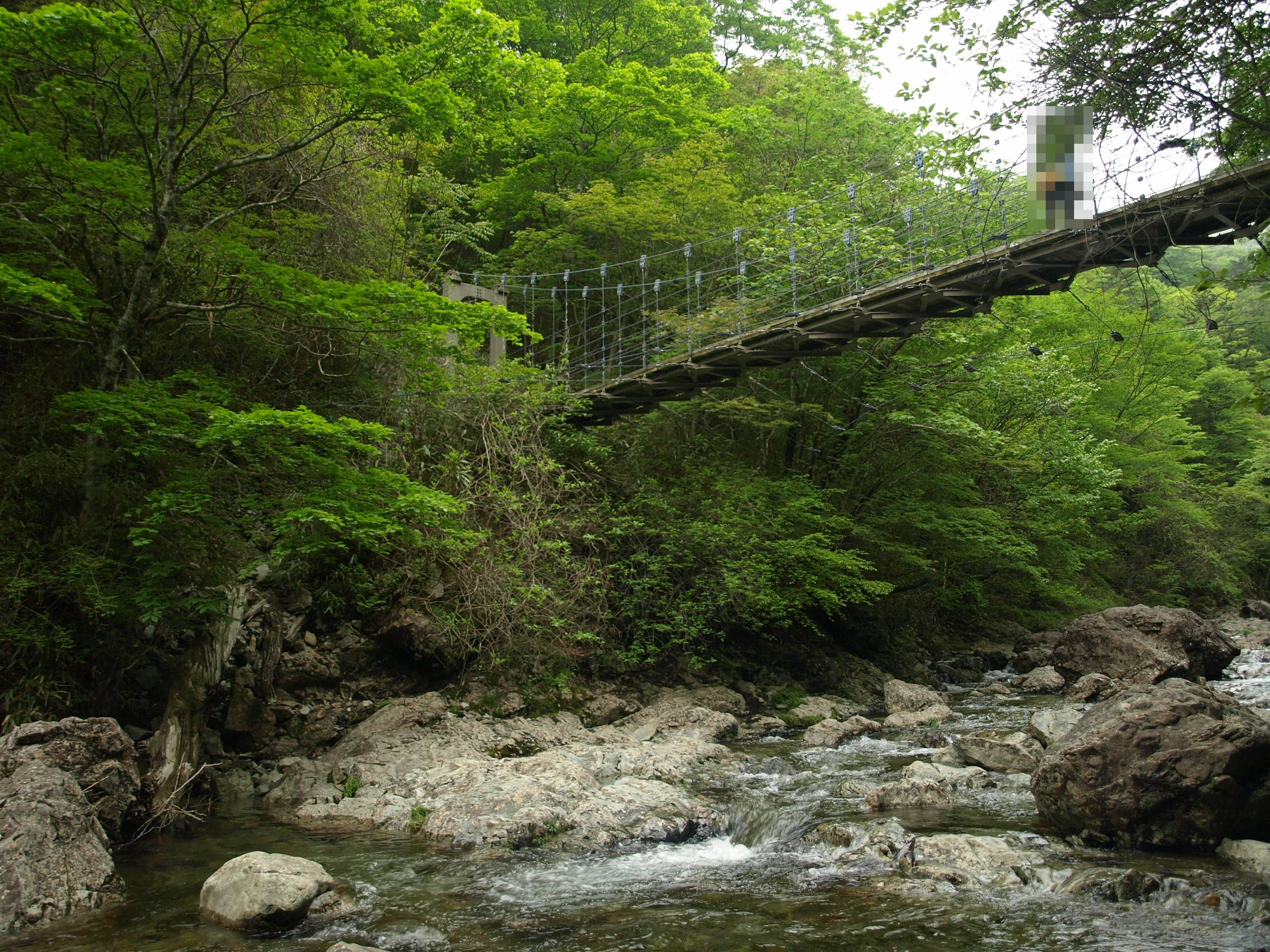
シオカラ谷吊橋

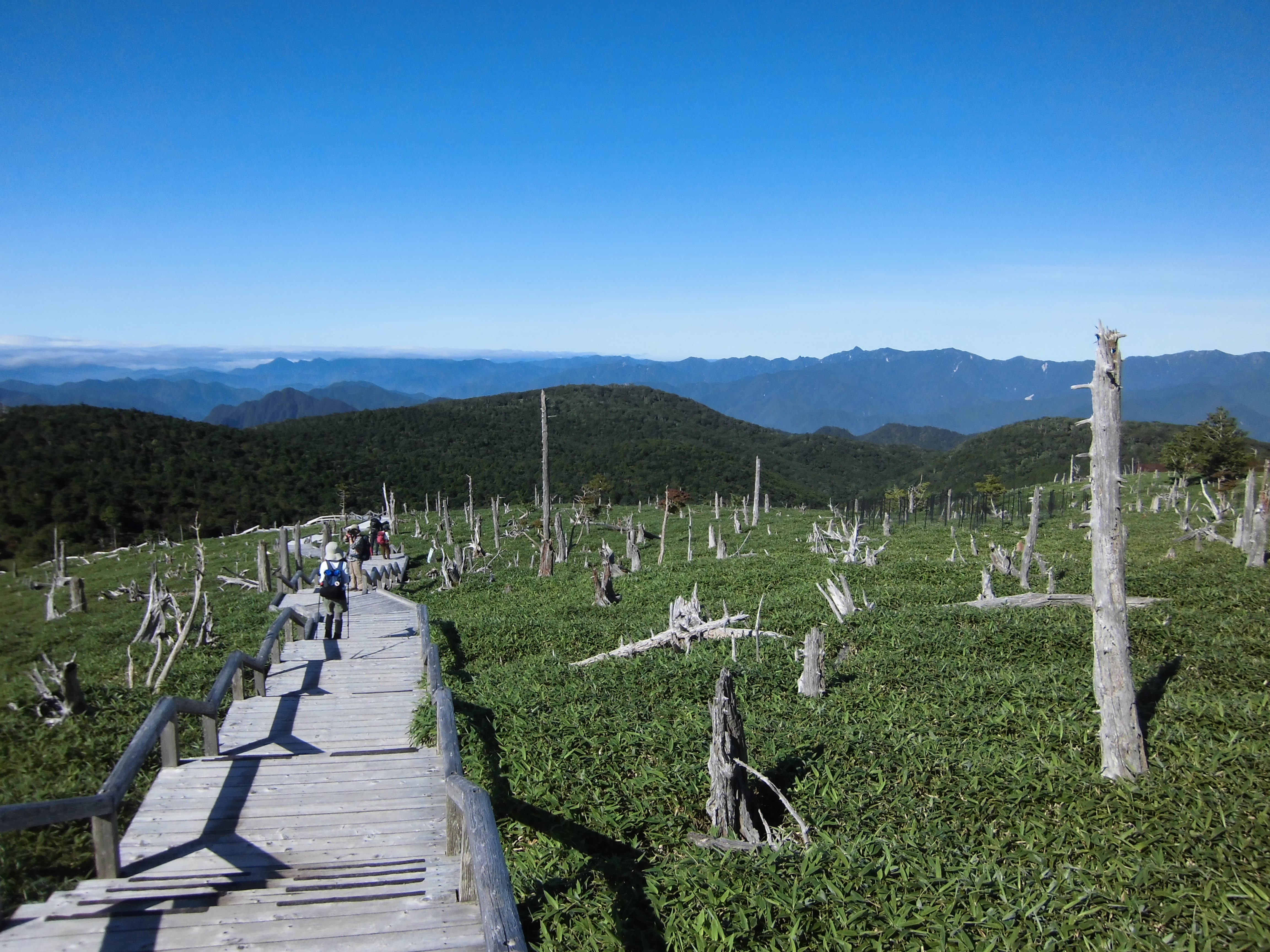
正木ヶ原

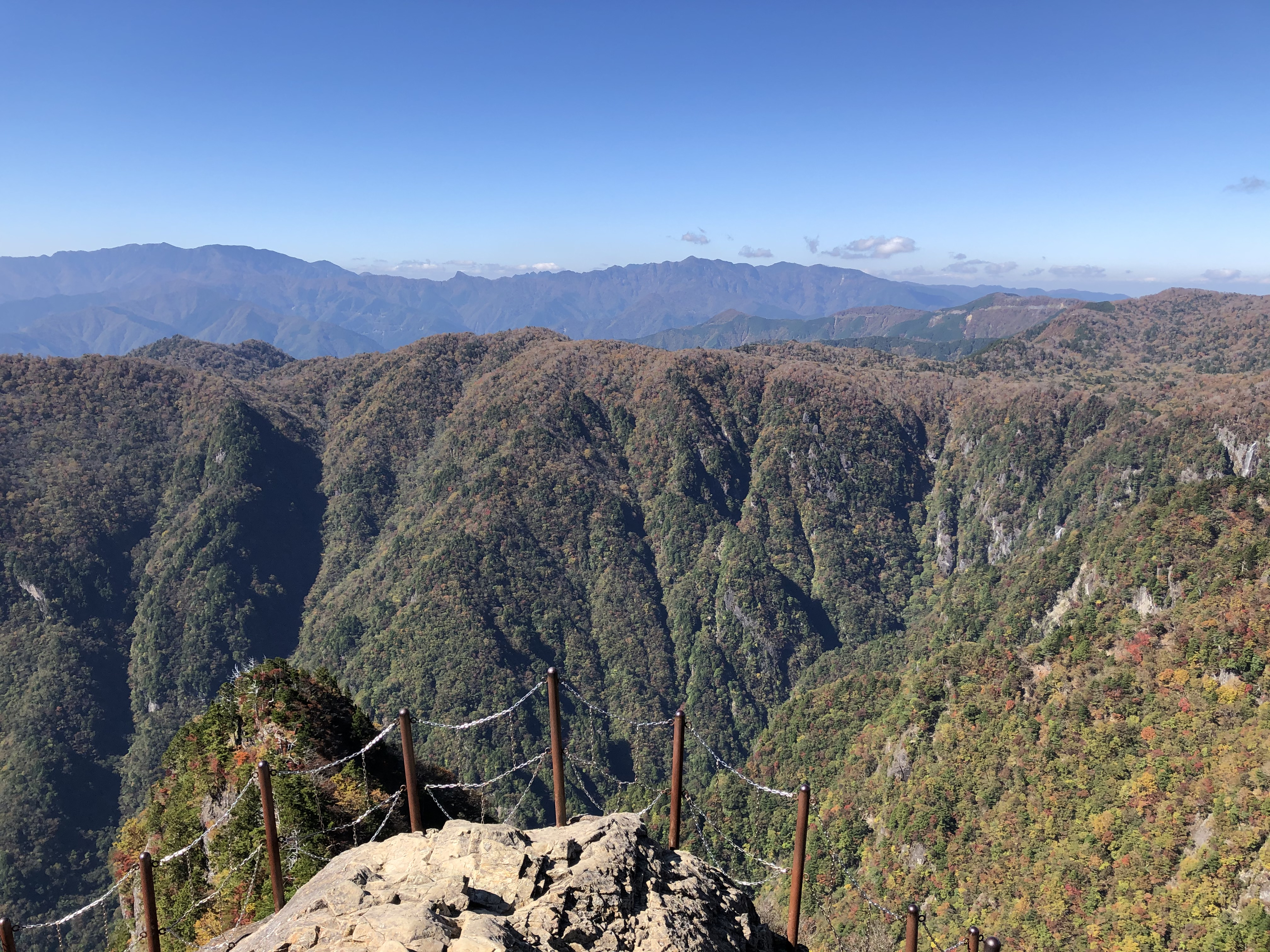
大蛇嵓からの眺望

大台ヶ原は中央構造線の南に位置し、海洋プレートがユーラシアプレートの下へ潜り込む際に、海洋プレートに堆積した砂岩やチャートがユーラシアプレートの縁へと押し上げられて隆起した地形であると考えられている。大台ヶ原は日本では希な非火山性の隆起準平原であるとされている。
一方、周辺の地質構造を調べると、今から1500万年前に巨大噴火が起こり、大台カルデラが形成され、その後の侵食等により陥没地形（コールドロン）を形成しているとする説もある。
西部と南部は山地隆起と削剥によって標高差1,000mの深い谷筋が形成され、硬い岩石で構成された地質が鋭く切り立った地形を作り上げている。南東方面は熊野灘に面するリアス式海岸で、大台ヶ原は海岸線からの急峻な斜面の頭頂部にある。
南東の急峻な斜面を海上から湿った風が吹き上げるため大台ヶ原では年間を通じて降水量が多く、屋久島に並ぶと言われるほどの多雨地帯である。特に日本列島の太平洋側を台風が通過する際には南東からの風が強くなるため、10月ごろを中心に降水量が多い。1920年（大正9年）には年間8,214ミリの雨量を記録し、1923年（大正12年）9月14日の台風時には一日に1,011ミリの降水記録がある。

## 生態系
大台ヶ原の南東部、正木ヶ原や牛石ヶ原ではトウヒの立ち枯れと笹原が見られる。これは、1959年（昭和34年）に近畿地方を襲った伊勢湾台風が森林を破壊して地表に日光が差し込むようになり、コケ類が衰退してミヤコザサが繁茂し始めたためである。ミヤコザサの繁茂はこれらを主食とするニホンジカの生息数増加を招き、大台ヶ原の森林を構成する樹木の幼木や樹皮がシカに採食されるようになった。このほかにも人為や地球規模での環境変化など、複合的な要因によって森林衰退が進んでいると考えられている。環境省ではシカが環境に与える影響が大きいとして個体数の調整（捕獲）を実施してきているが、自然保護団体からは、シカと環境変化の因果関係は不明であり駆除を行うべきでないという意見も出ている。
生息種の例
- オオダイガハラサンショウウオ[18]
- アカゲラ[19]
- ニホンジカ[20][21]
- ツキノワグマ[20][21]
- ニホンカモシカ[20][21]
- ナガレヒキガエル[18]
- ルリビタキ[21][19]
- メボソムシクイ[19][21]

## 登山・観光
大台ヶ原は吉野熊野国立公園の一部に指定されていて、中心付近の標高1,573.7m地点には大台ヶ原の自然や歴史を紹介する施設として「大台ヶ原ビジターセンター」が建てられている。ビジターセンターには200台以上を収容できる駐車場が整備され、周辺には売店や飲食店、宿泊施設が営業している。登山道はビジターセンターを起点に周回する複数のルートが整備されているほか、東側山麓の大杉渓谷からのルートが知られている。1961年に大台ヶ原ドライブウェイが開通してからは、手軽に訪れることができる山となり、登山者や観光客が増加したことも自然に影響を与えていると推定されている。

### 東大台

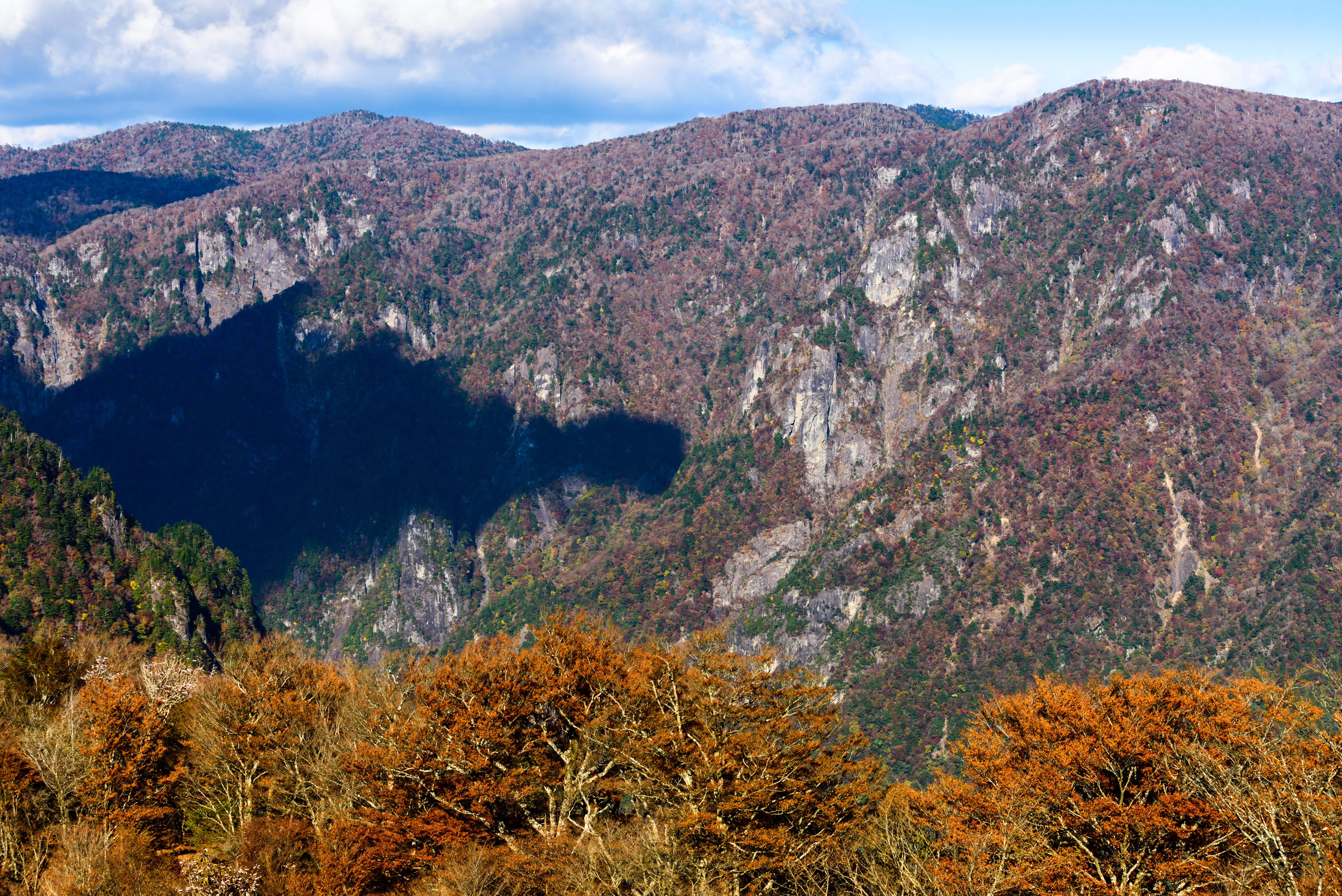
大蛇嵓

ビジターセンターから東の区域は東大台と呼ばれ、一般登山者向けのコース「東大台ヶ原自然観察路」が整備されている。日出ヶ岳山頂は東大台の北東端にあり、登山道は尾根沿いに南西へ牛石ヶ原（うしいしがはら）や正木ヶ原（まさきがはら）を通りながら大蛇嵓（だいじゃぐら、「ぐら」の字はやまかんむりに「品」）まで続いている。

### 西大台

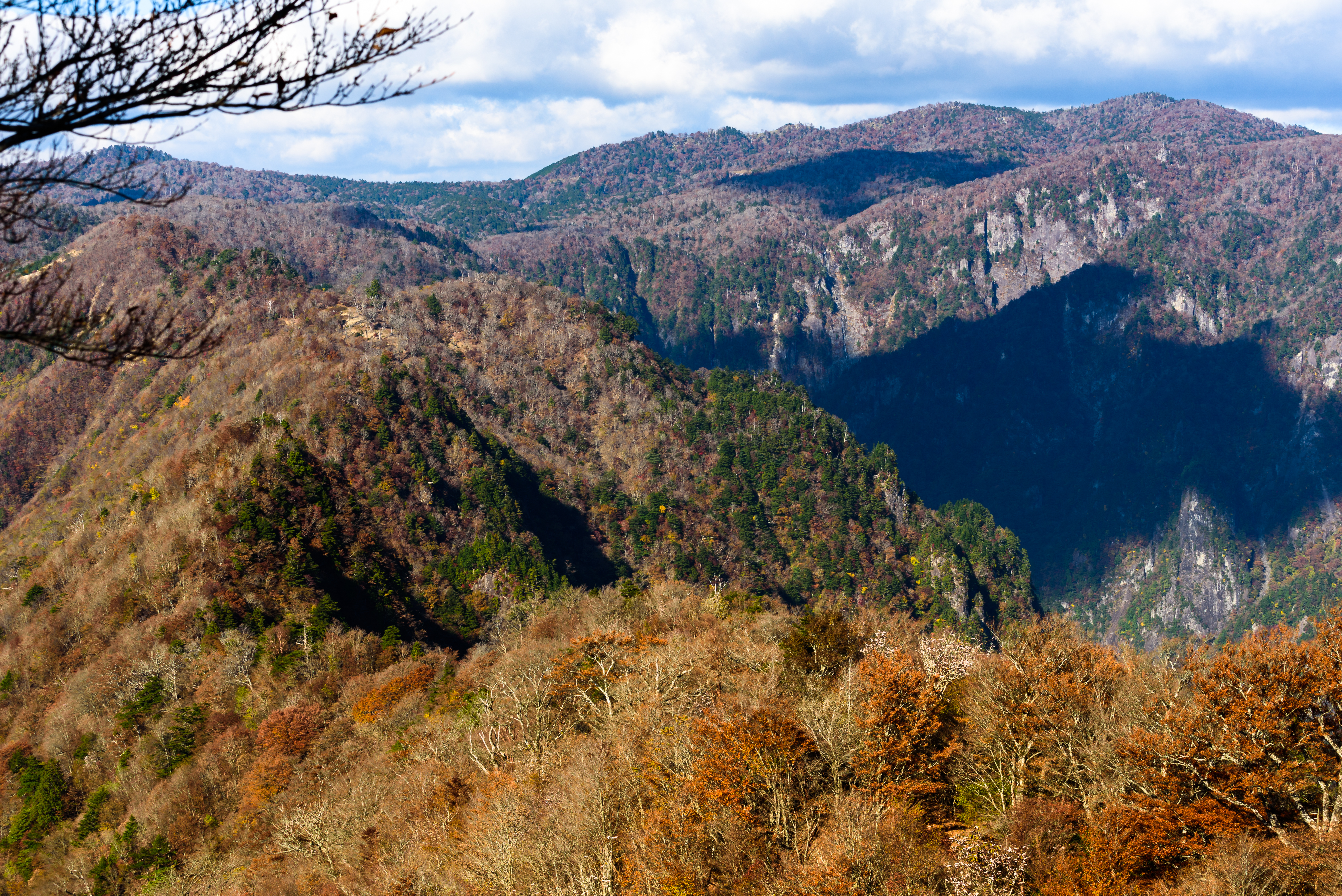
西大台、三津河落山（右上）

ビジターセンターから西の区域は西大台と呼ばれ、自然環境を保持して自然体験の場を提供するため、環境省により立ち入り人数が制限されている（曜日や時期に応じて1日につき30人から100人）。また、立ち入りに当たっては申請を行って手数料を納付した上、当日までにレクチャーを受けなければならない。申請は事前に行うのが原則だが、枠があれば当日に行うこともできる。西大台へはビジターセンターから入るゲートと、南西の逆峠から入るゲートがある。

### アクセス
公共交通機関
大台ヶ原ビジターセンターの駐車場脇には「大台ヶ原」バス停があり、近畿日本鉄道の吉野線大和上市駅から奈良交通が路線バスを季節運行している。なお、2022年はイオンモール橿原発着、大和八木駅・橿原神宮前駅経由で運行されており、大和上市駅には停車しない。
大杉渓谷の登山口へはJR東海の紀勢本線三瀬谷駅付近から、エスパール交通株式会社が「大杉渓谷登山バス」として募集型企画旅行のツアーバスを運行している。
自家用車
国道169号新伯母峯トンネル付近から奈良県道40号大台ケ原公園川上線（大台ヶ原ドライブウェイ）を経由して、ビジターセンターまでおよそ20kmの道のりである（冬季通行止）。
大杉谷の登山口へは、紀勢自動車道大宮大台インターチェンジから国道422号や三重県道53号大台ヶ原線を経由して約47kmの道のりである。

## 林業
1914年（大正3年）、四日市製紙が東大台ケ原の森林8000町歩を買収。三重県相賀町に至るインクライン、索道、軽便鉄道を組み合わせた搬出路を建設。1916年（大正5年）からモミ、カラマツ、ツガ、ヒノキを伐採し、搬出を行った。これに対して東京帝国大学の白井光太郎が問題提起の演説会を行うと、地元の岸田日出男らにより自然林の保護運動が活発となった。1925年（大正14年）、四日市製紙を合併した富士製紙は、割高な伐出経費と木材市況の低迷から東大台ケ原の伐採を中止。その後、同地の森林は保安林に指定された。

## 周辺の主な山
日出ヶ岳山頂や大蛇嵓から北や西の方向に紀伊山地を見渡すことができる。
| 山容 | 名称       | 標高（m） | 三角点の等級および基準点名 | 大台ヶ原山からの方角と距離（km） | 備考           |
| ---- | ---------- | --------- | -------------------------- | -------------------------------- | -------------- |
|      | 釈迦ヶ岳   | 1,800.0   | 一等「釈迦ヶ岳」           | 西南西 20.5                      | 日本二百名山   |
|      | 大台ヶ原山 | 1,695.1   | 一等「大台ヶ原山」         | 0                                | 日本百名山     |
|      | 八経ヶ岳   | 1,915.1   | 二等「弥仙山」             | 西 18.6                          | 近畿地方最高峰 |
|      | 山上ヶ岳   | 1,719.3   | 一等「大峰山上」           | 北西 17.1                        |                |

- 出典は国土地理院「基準点成果等閲覧サービス」[1]。